# Zamłynie (województwo małopolskie)
Zamłynie – wieś w Polsce położona w województwie małopolskim, w powiecie krakowskim, w gminie Skała.
W latach 1975–1998 miejscowość należała administracyjnie do województwa krakowskiego.
Przez wieś płynie potok Minóżka, znajdują się tu również źródła go zasilające.